# Адаптација личности
Адаптација личности је један од модела личности, односно једна од метода за анализирање и класификовање карактеристика које чине лични идентитет сваког појединца. Адаптација личности укључује факторе као што су карактер, бихејвиорално представљање и развојну историју дате особе. Модел су развили Пол Вер, психијатар и психотерапеут, и Теиби Келер, клинички психолог и психотерапеут.

## Порекло модела
Пол Вер је први уочио шест адаптација након што је лечио адолесценте у оквиру једног болничког програма. Почео је да схвата да свака особа има мали број начина на које се може прилагодити у својој примарној породици како би преживела и испунила очекивања. Келер је такође почео да разликује шест различитих образаца личности након што је спровео пројекат истраживања разних аспеката личности. Келер се нарочито интересовао за процес личости - како људи раде ствари, и за садржај - шта људи раде.

## Претпоставке
Модел адаптација личости почива на пет претпоставки:
1. Постоји шест основних адаптација које појединци развијају као резултат свог генетског програмирања и раних животних искустава.
2. Адаптације су универзалне зато што сваки човек има неку њихову комбинацију.
3. Свака особа има барем једну адаптацију за преживљавање, односно једну за представљање.
4. Адаптација за преживљавање је развијена као средство бриге за себе онда када је поверење у окружење срушено. Адаптација за представљање је развијена ради ииспуњавања очекивања у оквиру породице.
5. У раду са терапеутом или саветником овај модел помаже терапеуту или саветнику за остваривање односа разумевања и емпатије у односу према клијенту.

## Разлика у односу на поремећаје личности
Адаптација личности није исто што и поремећај личности. Поремећаји личнности дати у DSM-IV-TR представљају дијагностичке ознаке већине негативних односно дисфункционалних аспеката адаптације личости. Насупрот томе, адаптација личности личности значи да се позитивни аспекти адаптација разматрају заједно са негативним како би дали избалансиран поглед на особу. Те адаптације особа доживљава као своју најбољу опцију за преживљавање и испуњавање очекивања своје примарне породице. Стога, дуж целог спектра менталног здравља могу да се виде различите адаптације личности, потпуно здраве особе до потпуно дисфункционалне особе. Другим речима, поремећај личности представља ниво функционалности особе који је више патолошки, док адаптације личности представљају адаптивни стил неке особе. 

## Шест адаптација
Пол Вер је сваком од шест адаптација дао формални назив, изведен из традиционалне психијатријске праксе. Тих шест модела су:
1. Хистерична/хистрионична
2. Опсесивно-компулзивна
3. Параноидна
4. Шизоидна
5. Пасивно-агресивна
6. Антисоцијална

Како би се избегао потенцијални проблем мешања адаптација са поремећајима личности, уведени су колоквијални називи који су осмишљени тако да пренесу поруку да сваки од њих представља адаптивни стил - континуум од здравља до функционалности:
1. Хистерик/хистрионик - ентузијастични хиперреактор
2. Опсесивно-компулзиван - одговорни радохоличар
3. Параноидан - бриљантни скептик
4. Шизоидан - креативни сањар
5. Пасивно-агресиван - разиграни антагониста
6. Антисоцијалан - шармантни манипулатор